# Adenia repanda
Adenia repanda, biljna vrsta iz porodice Passifloraceae. Domaće područje ove vrste je od južne Angole do Zambije i provincije Northern Cape i Limpopo. To je geofit s kaudeksom i raste primarno u pustinjskim ili suhim biomovima grmlja.

## Opis
Poluuspravna zeljasta biljka ili drvenasta penjačica, raste iz gomoljastog podanka. Stabljike su jednogodišnje ili višegodišnje, duge 0,2-2 m, sivoljubičaste; vitice pazušne, a ponekad i na cvatovima, jednostavne, do 5 cm duge. Ploštica lista obrnuto jajasta do linearna, do 15 × 5 cm, sivozelena; peteljka kratka s 2 žlijezde na dnu lamine. Cvjetovi aksilarni, jednospolni. Muški grozdovi s 1-5 cvjetova, ženski s 1-3 cvjetova. Kapsula subsferična, do 3 × 2,5 cm, s glatkom kožastom površinom.

## Sinonimi
- Jaeggia repanda (Burch.) Schinz; Verh. Bot. Ver. Brandenb. 30: 253 (1888)
- Modecca paschanthus Harv.; Harv. & Sond. Fl. Cap. 2: 500 (1862)
- Modecca repanda (Burch.) Druce; Rep. Bot. Exch. Cl. Brit. Isles, 636 (1917 publ. 1916)
- Paschanthus jaeggii Schinz; Mém. Herb. Boissier 20: 23 (1900)
- Paschanthus repandus Burch.; Trav. S. Africa 1: 543 (1822)